# Серпухов Олександр Васильович
Серпухов Олександр Васильович (нар.19 серпня 1960 року, м. Харків, Україна) — Бригадний генерал Збройних Сил України . З 2007 р. начальник факультету військової підготовки імені Верховної Ради України Національного технічного університету «Харківський політехнічний інститут».

## Освіта
- 1977—1981 — курсант Харківське гвардійське вище танкове командне училище ;
- 1994—1996 — Академія Збройних Сил України;
- 2017-т.ч.- Національний університет оборони України імені Івана Черняховського

## Трудова діяльність
- 09.1977 — 07.1981 — курсант Харківського гвардійського вищого танкового командного ордена Червоної Зірки училища імені Верховної Ради Української РСР.
- 07.1981 — 09.1981 — в розпорядженні Командуючого військами Київського військового округу.
- 09.1981 — 11.1984 — командир навчального танкового взводу.
- 11.1984 — 11.1985 — командир роти навчально-бойових танків.
- 11.1985 — 02.1987 — командир роти навчально-бойового озброєння та техніки.
- 02.1987 — 10.1989 — командир навчальної танкової роти.
- 10.1989 — 09.1990 — заступник начальника штабу полку.
- 09.1990 — 01.1994 — командир батальйону навчально-бойового озброєння та техніки.
- 01.1994 — 08.1994 — начальник штабу — заступник командиру полку.
- 08.1994 — 06.1996 — слухач Академії Збройних Сил України.
- 06.1996 — 12.1998 — начальник штабу — перший заступник командира полку.
- 12.1998 — 11.2003 — командир полку.
- 11.2003 — 03.2004 — заступник начальника інженерного факультету Харківського інституту танкових військ імені Верховної Ради України Національного технічного університету «Харківський політехнічний інститут».
- 03.2004 — 08.2007 — начальник штабу — перший заступник начальника Харківського інституту танкових військ імені Верховної Ради України Національного технічного університету «Харківський політехнічний інститут».
- 08.2007 — по т.ч. — начальник факультету військової підготовки імені Верховної Ради України Національного технічного університету «Харківський політехнічний інститут». На разі на базі факультету відтворюють інститут танкових військ за постановою Кабінету Міністрів України.

## Науковий ступінь, вчене звання
- кандидат технічних наук,
- старший науковий співробітник.

## Нагороди, почесні звання

##### Відзнаки Президента України
- орден «За мужність» ІІІ ступеня , 28.05.1999,

##### Відзнаки Міністерства оборони України
- медаль «10 років Збройним Силам України», 09.09.2005
- «Доблесть і честь», 09.09.2005,
- «Ветеран військової служби», 27.04.2006,
- «Знак пошани», 09.09.2008,
- почесний нагрудний знак начальника Генерального штабу— Головнокомандувача Збройних Сил України «За досягнення у військовій службі» ІІ ступеня,10.09.2009,
- «Слава і честь», 12.2015

## Бойові дії
Брав участь в АТО на Сході України в період з вересня по грудень 2015 р

## Сімейний стан
Одружений, має сина (Серпухов Олексій Олександрович, 1985 р.н.) та доньку (Непочатова Наталія Олександрівна, 1988 р.н.).